# Jean-François Bautte

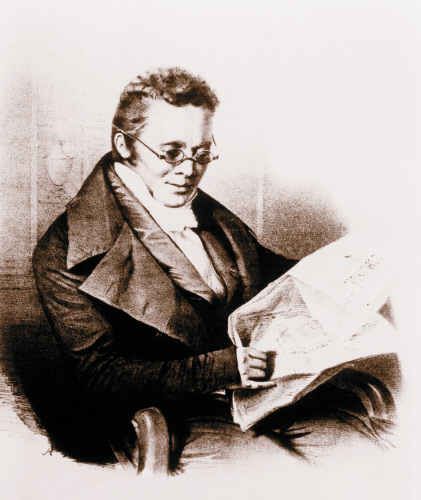
Jean-François Bautte (1772-1837)

Jean-François Bautte (Genebra, 1772-1837) foi um relojoeiro suíço e joalheiro famoso por ter fundado a manufatura de relógios mais completa de seu tempo em Genebra. Para além disso, Bautte criou relógios e jóias para pessoas de renome e foi um dos principais inventores do relógio extra-fino.

## Vida
Jean-François Bautte veio de uma família modesta de operários. Muito breve tornou-se órfão e  foi colocado em um estágio para pessoa com idade de 12 anos, ou seja, em 1784, e foi treinado em diferentes áreas da relojoaria como : gravador, relojoeiro, joalheiro e ourives. Ele assinou suas primeiras criações em 1791.
Em 1 de agosto de 1793, se juntou a Jacques-Dauphin Moulinié, sob a denominação social Moulinié & Bautte. Em 01 de outubro de 1804, com a chegada de Jean-Gabriel Moynier, a empresa tornou-se Moulinié, Bautte & Cie, fabricação de relógios e jóias manufaturados. Foi então que Jean-François Bautte desenvolveu sua própria fabricação, em Genebra, que reuniu sob o mesmo teto todos os aspectos na fabricação da relojoaria daquele tempo. Ele morreu em 30 de novembro de 1837 e foi sepultado no Cemitério Plainpalais, em Genebra.

## Criações
As oficinas de Jean-François Bautte foram agrupados em torno das lojas de vendas situadas na Rue du Rhône. Com seus trabalhadores, produziu relógios, jóias, caixas de música ... e se destacou nas "formas dos relógios": relógios em formatos de instrumentos musicais em miniatura, em borboletas ou flores. Ele também foi um dos primeiros fabricantes de relógios extra-finos, da qual ele fez uma de suas especialidades.
Além de sua loja, em Genebra, ele tinha filiais em Paris e Florença. Ele também fez negócios com a Turquia, Índia e China.
Reconhecido por suas criações de alta qualidade, sua popularidade ultrapassou as fronteiras da Suíça. O nome do Bautte apareceu nos escritos de Alexandre Dumas, nos escritos de Balzac em suas "Cartas a um desconhecido" e nos escritos de John Ruskin. Entre alguns de seus clientes está a Rainha Victoria, a duquesa de Clermont-Tonnerre.

## Sucessão
Em 20 de dezembro de 1837, a Jean-François Bautte & Cie Company foi formada, criadora de relógios e de jóias, por seu filho Jacques Bautte e seu genro Jean-Samuel Rossel. A empresa foi, então, comprada por Constant Girard-Gallet, proprietário da fabricante de relógios Suíços Girard-Perregaux (La Chaux-de-Fonds) em 1906. Algumas de suas criações estão expostas no Museu Girard-Perregaux em La Chaux-de-Fonds.